# Kreuzsägmühle
Die Kreuzsägmühle ist eine abgegangene Sägemühle auf der Gemarkung von Althütte, einer Gemeinde im baden-württembergischen Rems-Murr-Kreis.

## Lage und Geschichte
Die Mühle befand sich etwa 500 Meter östlich des Althütter Ortsteils Schöllhütte, in dem Tälchen des Strümpfelbachs, an einem links von dem Bach abzweigenden Kanal.
Unterhalb der ehemaligen Kreuzsägmühle befand sich die 1961 stillgelegte und 2005 abgebrannte Nonnenmühle.
Auf der Ur-Flurkarte der Württembergischen Landesvermessung (1831) war die Mühle noch nicht eingezeichnet. Errichtet wurde das Bauwerk 1846 von dem Gastwirt Johann Silvester Gauß aus Oeffingen, genannt der Kreuzwirt. Gauß übertrug den Namen seiner Gaststätte auf seine Mühle. 1861 erfolgte zusätzlich der Einbau einer Gipsstampfe und einer Hanfreibe. Ende der 1960er Jahre wurde die Mühle stillgelegt und das Hauptgebäude abgerissen.